# Physics Reports
Physics Reports (abrégé en Phys. Rep.) est une revue scientifique à comité de lecture qui publie des articles de revue dans le domaine de la physique.

## Histoire
Créé en 1971, sous le nom Physics letters. Part C, le journal prend son nom actuel en 1978. Le journal incorpore en 1990 une revue scientifique :
- Computer Physics Reports, 1983-1990  (ISSN 0167-7977)[2]

## Bibliométrie
D'après le Journal Citation Reports, le facteur d'impact de ce journal était de 17,752 en 2009 et de 20.099 en 2018. 

## Bureau éditorial
Actuellement, la direction éditoriale est assurée par M. Kamionkowski (California Institute of Technology, États-Unis).